# Sweeting Cay
 (avril 2021).
Si vous disposez d'ouvrages ou d'articles de référence ou si vous connaissez des sites web de qualité traitant du thème abordé ici, merci de compléter l'article en donnant les références utiles à sa vérifiabilité et en les liant à la section « Notes et références ».
Sweeting Cay est un village des Bahamas situé sur l'ile du même nom, dans le district de East Grand Bahama, à l'extrémité est de l'ile de Grand Bahama.
Le village a été presque totalement détruit en 2019 par l'ouragan Dorian. En 2022, environ 70 habitants étaient revenus vivre sur l'ile, mais ce nombre fluctue, et les habitations sont encore en train d'être reconstruites.